# Ray Ruffels

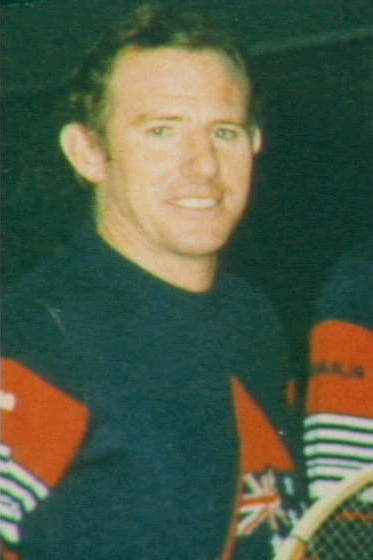
Imagen de Raymond Owen "Ray" Ruffels Tenista Profesional Australiano y Entrenador.

Ray Ruffels (n. Sídney, 23 de marzo de 1946) es un jugador australiano de tenis. En su carrera conquistó 6 torneos ATP de individuales y 16 torneos ATP de dobles. Su mejor posición en el ranking de individuales fue el Nº27 en diciembre de 1976. En 1968, 1969 y 1975 llegó a semifinales del Abierto de Australia. Y en 1967 llegó a la semifinal de Wimbledon.